# منظمة الأرصاد الجوية الإيرانية
منظمة الأرصاد الجوية الإيرانية ( إدارة الأرصاد الجوية )، هي وكالة تابعة لوزارة الطرق والتنمية الحضرية التابعة للحكومة الإيرانية. يقع مقرها الرئيسي في طهران، وهي الوكالة الرئيسية المسؤولة عن رصد الأرصاد الجوية والتنبؤ بالطقس وعلم الزلازل، وتشغيل مئات محطات المراقبة في جميع أنحاء إيران.